# Schisdra
Schisdra (russisch Жиздра) ist eine Kleinstadt in der Oblast Kaluga (Russland) mit 5585 Einwohnern (Stand 14. Oktober 2010).

## Geografie
Die Stadt liegt etwa 180 km südwestlich der Oblasthauptstadt Kaluga an der gleichnamigen Schisdra, einem linken Nebenfluss der in die Wolga mündenden Oka.
Schisdra ist Verwaltungszentrum des gleichnamigen Rajons.

## Geschichte
Die erste Erwähnung von Schisdra stammt aus dem Jahr 1146. Das Dorf Schisdra erhielt 1777 das Stadtrecht als Verwaltungszentrum eines Kreises (vgl.: Ujesd). Der vom Fluss abgeleitete Name ist baltischen Ursprungs und bedeutet grober Sand bzw. Kies.
Im 18. und 19. Jahrhundert war die Stadt Zentrum des Holzhandels. Große Bedeutung für die Wirtschaft der Stadt hatte in dieser Zeit die Errichtung von Werken in der Region westlich der Stadt (z. B. in Ljudinowo) durch die Fabrikantenfamilie Malzow, für welche in der Umgebung Schisdras Eisenerz, Kohle und Tone für feuerfeste Baustoffe abgebaut wurden.
In Folge setzte sich diese Entwicklung jedoch nicht fort, und Schisdra blieb relativ unbedeutende Kleinstadt.
Im Zweiten Weltkrieg wurde Schisdra am 5. Oktober 1941 von der deutschen Wehrmacht besetzt. Die Stadt war anschließend weitgehend zerstört. Am 16. August 1943 von der Westfront der Roten Armee im Rahmen der Orjoler Operation zurückerobert.

### Bevölkerungsentwicklung
| Jahr | Einwohner |
| ---- | --------- |
| 1897 | 6004      |
| 1926 | 6600      |
| 1939 | 8109      |
| 1959 | 5144      |
| 1970 | 5794      |
| 1979 | 5549      |
| 1989 | 5439      |
| 2002 | 5719      |
| 2010 | 5585      |
| 2017 | 5489      |

Anmerkung: Volkszählungsdaten (1926 gerundet)

## Kultur und Sehenswürdigkeiten
Die Stadt besitzt ein Heimatmuseum.

## Wirtschaft und Infrastruktur
In Schisdra gibt es Betriebe der holzverarbeitenden, Textil- und Lebensmittelindustrie.
Die Station Sikejewo an der 1899 eröffneten Eisenbahnstrecke Moskau–Brjansk–Kiew liegt zehn Kilometer östlich der Stadt (Streckenkilometer 313). Eine zeitgleich eröffnete Anschlussstrecke zur Stadt wurde im Zweiten Weltkrieg zerstört und danach nicht wiederhergestellt.
Die Fernstraße M3 Moskau–Brjansk–ukrainische Grenze (dort weiter nach Kiew) führt etwa 5 km östlich an der Stadt vorbei. Von dieser zweigt hier eine Straße nach Ljudinowo ab.

## Persönlichkeiten
- Wassili Tschekrygin (1897–1922), Maler
- Alexei Jelissejew (* 1934), Kosmonaut